# Skrzebowa
Skrzebowa – wieś w Polsce położona w województwie wielkopolskim, w powiecie ostrowskim, w gminie Raszków. Jest przedmieściem Raszkowa, leży ok. 8 km na północ od Ostrowa Wlkp. nad rzeką Ołobok.
Wzmiankowana w źródłach od 1400 jako wieś rycerska. Przed 1932 rokiem miejscowość położona była w powiecie odolanowskim, W latach 1975–1998 w województwie kaliskim, w latach 1932–1975 i od 1999 w powiecie ostrowskim.

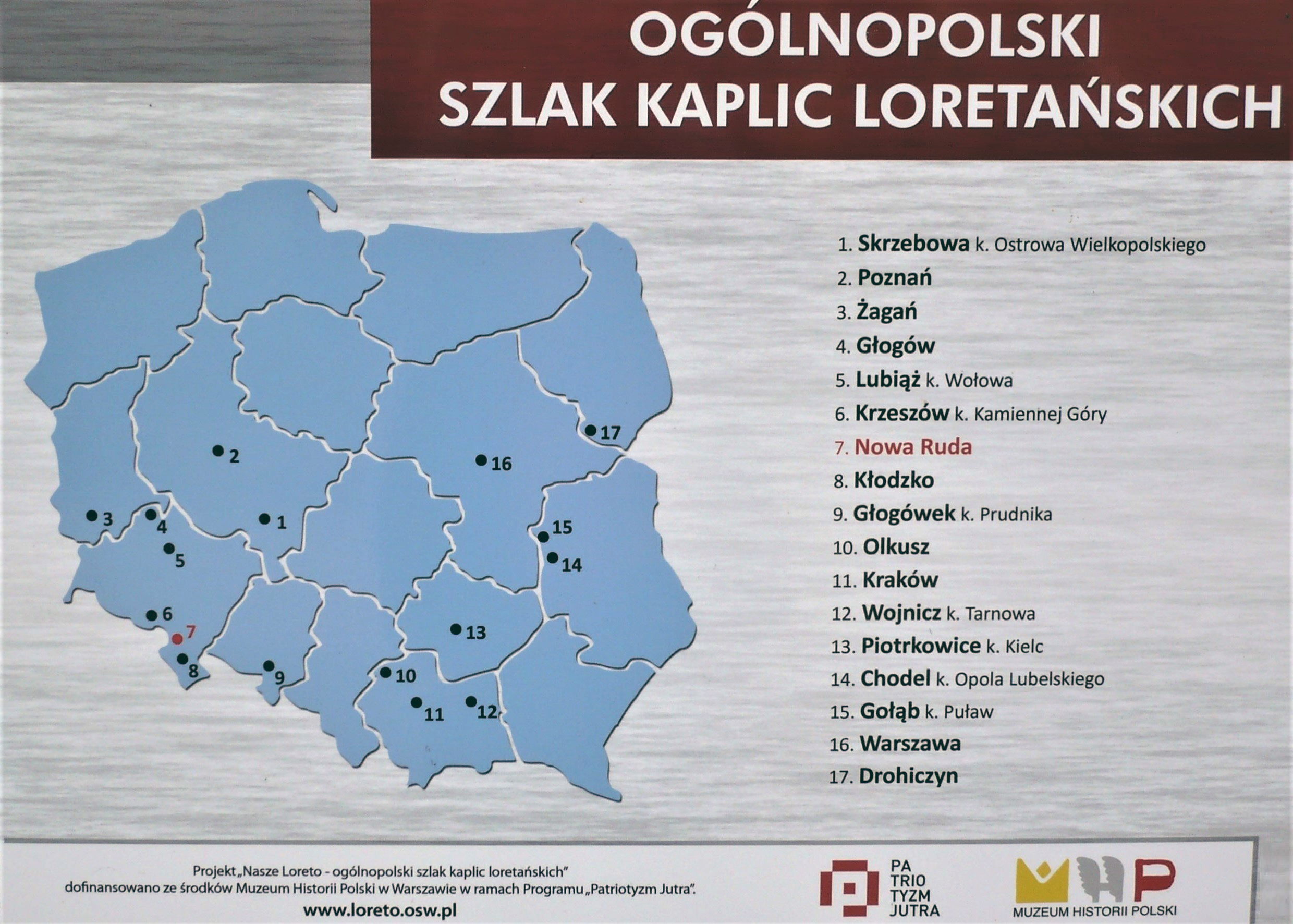
Ogólnopolski szlak kaplic loretańskich - tablica
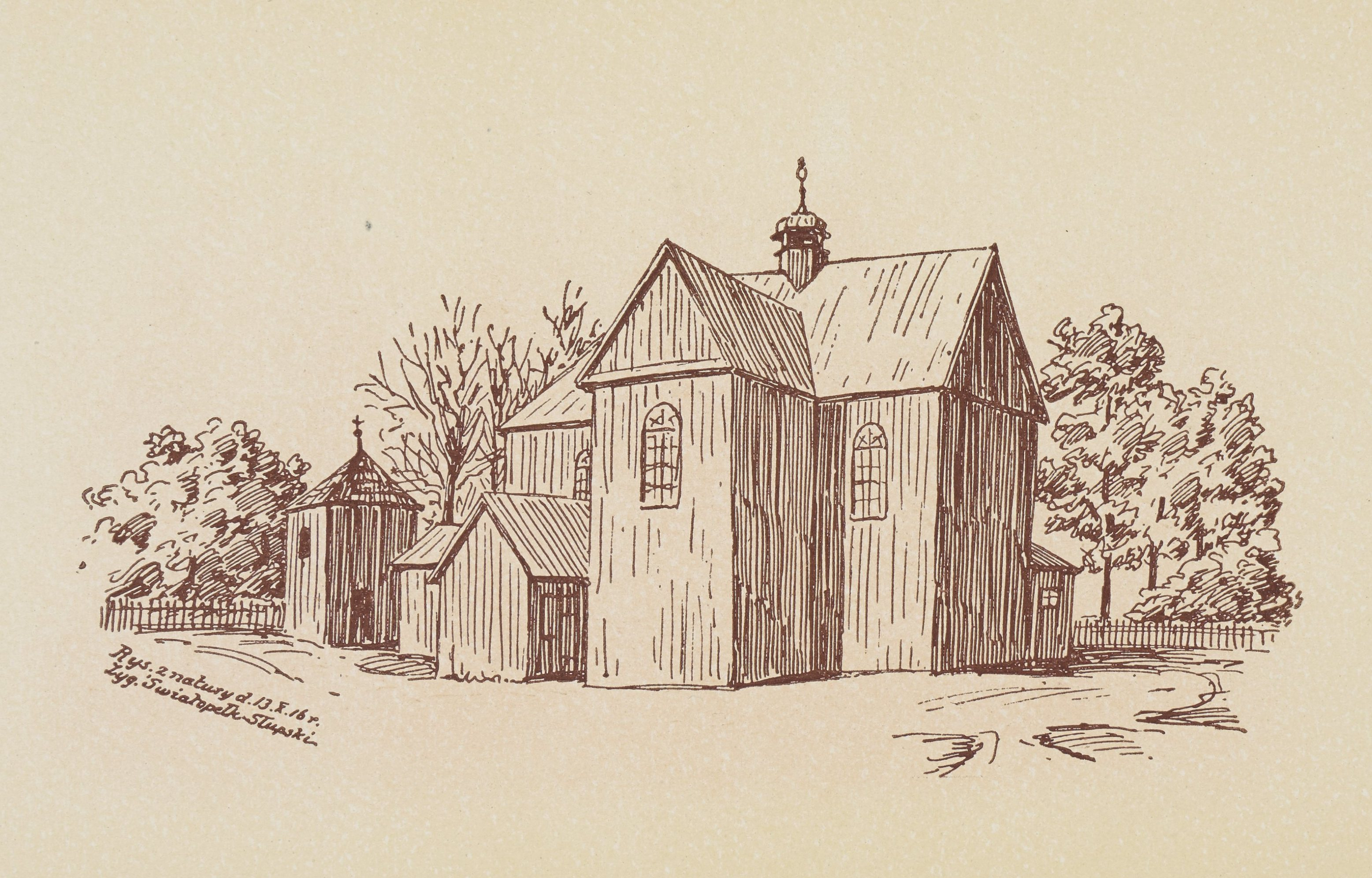
Widok kościoła przed 1917